# Michel Roux (aktor)
Michel Roux (ur. 22 lipca 1929 w Colombes, zm. 2 lutego 2007) – francuski aktor, znany głównie z ról telewizyjnych i teatralnych, oraz dubbingu produkcji hollywoodzkich, na język francuski. Głosu użyczył między innymi postaciom granym przez Alecka Ginnessa, Jacka Lemmona i Petera Sellersa. Jako aktor debiutował w wieku 14 lat na deskach teatralnych, przez wiele lat występując w teatrach bulwarowych, występował między innymi w znanej sztuce „Klatka dla ptaków", która niebawem została zekranizowana.